# Список полков Британской индийской армии (1903)
Список полков Британской индийской армии от 1903 года отражает результат реформ Верховного главнокомандующего лорда Китченера. Эти реформы были призваны улучшить состояние Британской индийской армии, которую до 1895 года составляли армии бывших президентств (Бенгальская, Мадрасская и Бомбейская). В ходе масштабных преобразований была ликвидирована привязанность полков к гарнизонной службе в пользу периодической ротации, и теперь каждый полк был должен получать и накапливать опыт приграничной службы. Был введён новый принцип нумерации и организации полков. Изменение порядка нумерации проходило следующим образом. Бенгальские полки сохранили прежние номера. Пенджабским полкам, за исключением 5-го гуркхского, к существовавшему номеру добавляли цифру 50. Таким образом, например, 4-й сикхский пехотный и 1-й пенджабский полки стали, соответственно, 54-м и 55-м полками. Подразделения разведчиков оставались ненумерованными. К номерам мадрасских полков добавлялась цифра 60. К этому времени многие мадрасские части комплектовались выходцами из Пенджаба и было решено отметить их статус. К примеру, 30-й мадрасский пехотный полк стал 90-м пенджабским. Полки контингента Хайдарабада сформировали собой ряд с 94-го по 99-й полк. К бомбейским полкам прибавляли цифру 100, так 1-й бомбейский гренадерский полк впредь назывался 101-м и так далее.
К 1903 году общая численность Британской индийской армии составила 240 000 человек. Они служили в 39 кавалерийских, 135 пехотных полках (включая 17 гуркхских), смешанном конно-пехотном формировании — корпус разведчиков, трёх сапёрных полках и 12 горных артиллерийских батареях. В случаях экстренной необходимости регулярной Британской индийской армии оказывали поддержку армии туземных княжеств и вспомогательные войска, состоявшие из европейских добровольцев и англо-индийцев. В распоряжении туземных княжеств было 22 613 человек в виде 20 кавалерийских полков и 14 пехотных батальонов. Вспомогательные войска могли предоставить ещё 40 000 воинов в составе 11 конных и 42 пехотных добровольческих полков. Также могла привлекаться пограничная милиция и военная полиция общим числом в 34 000 человек.

## Кавалерия

### Формирования личной охраны
- Охрана генерал-губернатора[англ.][5]
- Охрана губернатора (Мадрас)
- Охрана губернатора (Бомбей)

### Бывшие бенгальские полки
- 1-й собственный герцога Йоркского бенгальский уланский полк (конница Скиннера)[англ.]
- 2-й уланский полк (конница Гарднера)[англ.]
- 3-й полк конницы Скиннера[англ.]
- 4-й уланский полк[англ.] (с 1904 года — 4-й кавалерийский полк)
- 5-й кавалерийский полк[англ.]
- 6-й собственный принца Уэльского кавалерийский полк[англ.]
- 7-й уланский полк[англ.] (с 1904 года — 7-й харианский уланский полк)[6]
- 8-й уланский полк[англ.] (с 1904 года — 8-й кавалерийский полк)
- 9-й полк конницы Ходсона[англ.]
- 10-й собственный герцога Кембриджского уланский полк (конница Ходсона)[англ.]
- 11-й собственный принца Уэльского уланский полк[англ.] (с 1904 года — 11-й собственный принца Уэльского уланский полк (конница Пробина)
- 12-й кавалерийский полк[англ.]
- 13-й собственный герцога Коннаутского уланский полк (конница Уотсона)[англ.][7]
- 14-й уланский полк (джаты Мюррея)[англ.]
- 15-й уланский полк (мултанцы Кюртона)[англ.]
- 16-й кавалерийский полк[англ.]
- 17-й кавалерийский полк[англ.]
- 18-й тиванский уланский полк[англ.][8]
- 19-й уланский полк (конница Фэйна)[англ.]
- 20-й деканский конный полк[англ.][9] — бывший хайдарабадский полк

### Бывшие пенджабские полки
- 21-й собственный принца Альберта Виктора кавалерийский полк (пограничные войска)[англ.] (с 1904 года — 21-й собственный принца Альберта Виктора кавалерийский полк (пограничные войска) (конница Дэйли)[10]
- 22-й кавалерийский полк (пограничные войска)[англ.] (с 1904 года — 22-й кавалерийский полк Сэма Брауна (пограничные войска)
- 23-й кавалерийский полк (пограничные войска)[англ.]
- 25-й кавалерийский полк (пограничные войска)[англ.]

### Бывшие мадрасские полки
- 26-й полк лёгкой кавалерии[англ.][11]
- 27-й полк лёгкой кавалерии[англ.]
- 28-й полк лёгкой кавалерии[англ.][12]

### Бывшие хайдарабадские полки
- 29-й уланский полк (деканская конница)[англ.]
- 30-й уланский полк (конница Гордона)[англ.]

### Бывшие бомбейские полки
- 31-й собственный герцога Коннаутского уланский полк[англ.]
- 32-й уланский полк[англ.]
- 33-й собственный королевы Виктории полк лёгкой кавалерии[англ.][13]
- 34-й собственный принца Альберта Виктора пунаский конный полк[англ.]
- 35-й синдский конный полк[англ.]
- 36-й полк конницы Джейкоба[англ.]
- 37-й уланский полк (белуджская конница)[англ.]

### Бывшие местные формирования
- 38-й среднеиндийский конный полк[англ.][14]
- 39-й среднеиндийский конный полк[англ.]

## Кавалерия и пехота
- Корпус разведчиков[15]

## Пехота

### Бывшие бенгальские полки
- 1-й брахманский полк[англ.]
- 2-й (собственный Её Величества) раджпутский лёгкий пехотный полк[англ.]
- 3-й брахманский полк[англ.]
- 4-й раджпутский полк[англ.]
- 5-й лёгкий пехотный полк[англ.]
- 6-й джатский лёгкий пехотный полк[англ.]
- 7-й (собственный герцога Коннаутского) раджпутский полк[англ.]
- 8-й раджпутский полк[англ.]
- 9-й бхопальский пехотный полк[англ.][16] — бывшее местное формирование
- 10-й джатский полк[англ.]
- 11-й раджпутский пехотный полк[англ.]
- 12-й сапёрный (калат-и-гильзийский) полк[англ.][17]
- 13-й раджпутский (шекхаватский) полк[англ.]
- 14-й фирозпурский сикхский полк[англ.][18]
- 15-й лудхианский сикхский полк[англ.]
- 16-й раджпутский (лакхнауский) пехотный полк[англ.]
- 17-й мусульманский раджпутский пехотный (верноподданный) полк[англ.][19]
- 18-й пехотный полк[англ.]
- 19-й пенджабский полк[англ.]
- 20-й собственный герцога Кембриджского пенджабский полк[англ.] (с 1904 года — 20-й собственный герцога Кембриджского пехотный полк (пенджабцы Браунлоу)
- 21-й пенджабский полк[англ.]
- 22-й пенджабский полк[англ.]
- 23-й сикхский сапёрный полк[англ.]
- 24-й пенджабский полк[англ.]
- 25-й пенджабский полк[англ.]
- 26-й пенджабский полк[англ.]
- 27-й пенджабский полк[англ.]
- 28-й пенджабский полк[англ.]
- 29-й пенджабский полк[англ.]
- 30-й пенджабский полк[англ.]
- 31-й пенджабский полк[англ.]
- 32-й сикхский сапёрный полк[англ.]
- 33-й пенджабский полк[англ.]
- 34-й сикхский сапёрный полк[англ.]
- 35-й сикхский полк[англ.]
- 36-й сикхский полк[англ.]
- 37-й дограсский полк[англ.]
- 38-й дограсский полк[англ.]
- 39-й гархвалский стрелковый полк[англ.][20]
  - 1-й батальон
  - 2-й батальон
- 40-й пуштунский полк[англ.]
- 41-й дограсский полк[англ.]
- 42-й деолийский полк[англ.][21] — бывшее раджпутанское местное формирование
- 43-й эринпурский полк[англ.][22] — бывшее раджпутанское местное формирование
- 44-й мерварский пехотный полк[англ.][23] — бывшее раджпутанское местное формирование
- 45-й пехотный полк (сикхи Раттрея)[англ.]
- 46-й пенджабский полк[англ.]
- 47-й сикхский полк[англ.]
- 48-й сапёрный полк[англ.]

### Бывшие пенджабские полки
- 51-й сикхский полк (пограничные войска)[англ.]
- 52-й сикхский полк (пограничные войска)[англ.]
- 53-й сикхский полк (пограничные войска)[англ.]
- 54-й сикхский полк (пограничные войска)[англ.]
- 55-й стрелковый полк Кока (пограничные войска)[англ.]
- 56-й пехотный полк (пограничные войска)[англ.] (с 1906 года — 56-й пенджабский стрелковый полк (пограничные войска)[24]
- 57-й стрелковый полк Уайлда (пограничные войска)[англ.]
- 58-й стрелковый полк Вона (пограничные войска)[англ.]
- 59-й синдский стрелковый полк (пограничные войска)[англ.]

### Бывшие мадрасские полки
- 61-й мадрасский сапёрный полк[англ.]
- 62-й пенджабский полк[англ.]
- 63-й паламкоттахский лёгкий пехотный полк[англ.][25]
- 64-й сапёрный полк[англ.]
- 65-й карнатикский пехотный полк[англ.] (расформирован в 1904 году)[1]
- 66-й пенджабский полк[англ.]
- 67-й пенджабский полк[англ.]
- 69-й пенджабский полк[англ.]
- 71-й кургский стрелковый полк[англ.] (расформирован в 1904 году)[1]
- 72-й пенджабский полк[англ.]
- 73-й карнатикский пехотный полк[англ.]
- 74-й пенджабский полк[англ.]
- 75-й карнатикский пехотный полк[англ.]
- 76-й пенджабский полк
- 77-й моплахский стрелковый полк[англ.] (расформирован в 1907 году)[1]
- 78-й моплахский стрелковый полк[англ.] (расформирован в 1907 году)[1]
- 78-й карнатикский пехотный полк[англ.]
- 80-й карнатикский пехотный полк[англ.]
- 81-й сапёрный полк[англ.]
- 82-й пенджабский полк[англ.]
- 83-й валаджабадский лёгкий пехотный полк[англ.][26]
- 84-й пенджабский полк[англ.]
- 86-й карнатикский пехотный полк[англ.]
- 87-й пенджабский полк[англ.]
- 88-й карнатикский пехотный полк[англ.]
- 89-й пенджабский полк[англ.]
- 90-й пенджабский полк[англ.]
- 91-й пенджабский (лёгкий пехотный) полк[англ.]
- 92-й пенджабский полк[англ.]
- 93-й бирманский полк[англ.]

### Бывшие хайдарабадские полки
- 94-й пехотный полк Расселла[англ.]
- 95-й пехотный полк Расселла[англ.]
- 96-й берарский пехотный полк[англ.][27]
- 97-й деканский пехотный полк[англ.]
- 98-й пехотный полк[англ.]
- 99-й деканский пехотный полк[англ.]

### Бывшие бомбейские полки
- 101-й гренадерский полк[англ.]
- 102-й собственный принца Уэльского гренадерский полк[англ.][28]
- 103-й маратхский лёгкий пехотный полк[англ.]
- 104-й стрелковый полк Уэлсли[англ.]
- 105-й маратхский лёгкий пехотный полк[англ.]
- 107-й сапёрный полк[англ.]
- 108-й пехотный полк[англ.]
- 109-й пехотный полк[англ.]
- 110-й маратхский лёгкий пехотный полк[англ.]
- 112-й пехотный полк[англ.]
- 113-й пехотный полк[англ.]
- 114-й маратхский полк[англ.]
- 116-й маратхский полк[англ.]
- 117-й маратхский полк[англ.]
- 119-й пехотный (мултанский) полк[англ.]
- 120-й раджпутанский пехотный полк[англ.]
- 121-й сапёрный полк[англ.]
- 122-й раджпутанский пехотный полк[англ.]
- 123-й стрелковый полк Аутрема[англ.]
- 124-й собственный герцогини Коннаутской белуджистанский пехотный полк[англ.][29]
- 125-й стрелковый полк Нэйпира[англ.]
- 126-й белуджистанский пехотный полк[англ.]
- 127-й белуджский лёгкий пехотный полк[англ.] (с 1906 года — 127-й собственный королевы Марии белуджский лёгкий пехотный полк)
- 128-й сапёрный полк[англ.]
- 129-й собственный герцога Коннаутского полк белуджи[англ.]
- 130-й полк (белуджи Джейкоба)[англ.] (с 1910 года — 130-й собственный короля Георга полк белуджи (стрелки Джейкоба)[1]

### Гуркхские полки
Преимущественно — бывшие бенгальские полки
- 1-й гуркхский стрелковый полк (Малаунский полк)[англ.][30]
  - 1-й батальон
  - 2-й батальон
- 2-й собственный короля Эдуарда VII гуркхский стрелковый полк (Сирмурские стрелки)[англ.][31]
  - 1-й батальон
  - 2-й батальон
- 3-й гуркхский стрелковый полк[32]
  - 1-й батальон
  - 2-й батальон
- 4-й гуркхский стрелковый полк[33]
  - 1-й батальон
  - 2-й батальон
- 5-й гуркхский стрелковый полк (пограничные войска)[англ.][34] — бывший пенджабский полк
  - 1-й батальон
  - 2-й батальон
- 6-й гуркхский стрелковый полк[англ.][35]
  - 1-й батальон
  - 2-й батальон (сформирован в 1904 году)
- 7-й гуркхский стрелковый полк[англ.][36]
  - 1-й батальон (в 1907 году был переименован 2/8-й батальон и переведен в 8-й гуркхский стрелковый полк)[1]
  - 2-й батальон (сформирован в 1907 году)
- 8-й гуркхский стрелковый полк[англ.][37]
  - 1-й батальон
  - 2-й батальон (создан в 1907 году из 1/7-го батальона 7-го гуркхского стрелкового полка)
- 9-й гуркхский стрелковый полк[38]
  - 1-й батальон
  - 2-й батальон (сформирован в 1904 году)
- 10-й гуркхский стрелковый полк[англ.][39] — бывший мадрасский полк
  - 1-й батальон
  - 2-й батальон (в 1907 году был переименован 1/7-й батальон и переведен в 7-й гуркхский стрелковый полк, новый 2/10-й батальон был создан в 1908 году)[1]

## Боевая поддержка

### Индийская горная артиллерия
- 21-я кохатская батарея горных орудий (пограничные войска)[англ.][40]
- 22-я дераджатская батарея горных орудий (пограничные войска)[англ.][41]
- 23-я пешаварская батарея горных орудий (пограничные войска)[англ.][42]
- 24-я хазарская батарея горных орудий (пограничные войска)[англ.][42]
- 25-я батарея горных орудий[англ.][43]
- 26-я горная батарея Джейкоба[англ.][43]
- 27-я батарея горных орудий[44]
- 28-я батарея горных орудий[44]
- 29-я батарея горных орудий[45]
- 30-я батарея горных орудий[45]
- 31-я батарея горных орудий (создана в 1907 году)[46]
- 32-я батарея горных орудий (создана в 1907 году)[46]
- Пограничная гарнизонная артиллерия[47]

### Инженерные войска
- 1-й полк сапёров и минёров[англ.][48]
- 2-й собственный Её величества полк сапёров и минёров[англ.][49]
- 3-й полк сапёров и минёров[англ.][50]
- Индийский корпус подводного минирования

## Службы обеспечения
- Армейский санитарный корпус[51]
  - Рота №22
  - Рота №23
- Управление вещевого снабжения[51]
- Армейская госпитальная служба
  - Рота №17
  - Рота №18
- Армейская служба конского пополнения[52]
- Армейская ветеринарная служба[англ.][53]
- Индийская медицинская служба[англ.][54]
- Индийское артиллерийско-техническое управление[55]
- Корпус снабжения и транспорта[англ.][56]

## Имперские вспомогательные войска
- Алварский уланский полк
- Алварский пехотный полк
- Бахавалпурский конный стрелковый и верблюжий транспортный корпус
- Биканерский верблюжий корпус[англ.][57]
- Биканерский лёгкий пехотный полк
- Гвалиорский уланский полк
- Гвалиорский пехотный полк
- Гвалиорский транспортный корпус
- Джайпурский транспортный корпус[58]
- Джиндский пехотный полк[58]
- Джодхпурский уланский полк[59]
- Капуртхалский пехотный полк[59]
- Кашмирский артиллерийский корпус[60]
  - 1-я батарея горных орудий
  - 2-я батарея горных орудий
- Кашмирский пехотный полк
- Кашмирский стрелковый полк
- Малеркотлаский сапёрный полк[59]
- Майсурский пехотный полк
- Майсурский уланский полк
- Майсурский конный полк
- Майсурский транспортный корпус
- Набхаский пехотный полк[59]
- Патиалаский уланский полк
- Патиалаский пехотный полк
- Сирмурский сапёрный полк[59]
- Хайдарабадский уланский полк

## Добровольческий корпус

### Кавалерия
- Аллахабадский полк лёгкой кавалерии[61] (в 1904 году вошел в состав — полка лёгкой кавалерии Соединённых провинций)
- Ассамский полк лёгкой кавалерии[англ.][62]
- Аудский полк лёгкой кавалерии[61] (в 1904 году вошел в состав — полка лёгкой кавалерии Соединённых провинций)
- Бихарский полк лёгкой кавалерии[англ.][63]
- Бомбейский полк лёгкой кавалерии[англ.][64]
- Горакхпурский полк лёгкой кавалерии[61] (в 1904 году вошел в состав — полка лёгкой кавалерии Соединённых провинций)
- Гхазипурский полк лёгкой кавалерии[61] (в 1904 году вошел в состав — полка лёгкой кавалерии Соединённых провинций)
- Калькуттский полк лёгкой кавалерии[англ.][65]
- Канпурский полк лёгкой кавалерии[61] (в 1904 году вошел в состав — полка лёгкой кавалерии Соединённых провинций)
- Пенджабский полк лёгкой кавалерии[англ.][66]
- Полк лёгкой кавалерии Сурмской долины[67]
- Северобенгальский конный стрелковый полк[68]
- Чхота-Нагпурский конный стрелковый полк[англ.][68]

### Артиллерия
- Бомбейский добровольческий артиллерийский корпус[69]
- Калькуттский добровольческий морской артиллерийский корпус[68]
- Кашипурский добровольческий артиллерийский корпус[68]
- Карачинский добровольческий артиллерийский корпус[70]
- Мадрасский добровольческий артиллерийский корпус[71]
- Моулмейнский добровольческий артиллерийский корпус[72]
- Оборонительный добровольческий корпус Рангунского порта[72]

### Инженерные войска
- Калькуттская инженерная рота[68]
- Бомбейская инженерная рота[69]
- Карачинская инженерная рота[70]

### Пехота
- Аграский добровольческий стрелковый корпус[73]
- Аллахабадский добровольческий стрелковый корпус[69]
- Бангалорский добровольческий стрелковый корпус[73]
- Берарский добровольческий стрелковый корпус[74] (в 1904 году вошел в состав — Нагпурского добровольческого стрелкового корпуса)
- Бомбейский добровольческий стрелковый полк[69]
- Верхне-бирманский добровольческий стрелковый полк[72]
- Восточно-Бенгальский добровольческий стрелковый корпус[75]
- Добровольческий стрелковый полк Ассамско-Бенгальской железной дороги[74]
- Добровольческий стрелковый корпус Аудской и Рохилкхандской железной дороги[76]
- Добровольческий стрелковый корпус Бенгальской и Северо-Западной железной дороги[72]
- Добровольческий стрелковый корпус Бенгальско-Нагпурской железной дороги[74]
- Добровольческий стрелковый корпус Бирманских железных дорог[72]
- Добровольческий стрелковый корпус Бомбеской, Бародской и Центрально-Индийской железной дороги[74]
- Добровольческий стрелковый корпус Великой Индийской Полуостровной железной дороги[76]
  - 1-й батальон
  - 2-й батальон (был создан в 1907 году на основе Добровольческого стрелкового корпуса Средне-Индийской железной дороги)
- Добровольческий стрелковый корпус Восточного побережья[75]
- Добровольческий стрелковый корпус Восточно-Бенгальской государственной железной дороги[76]
- Добровольческий стрелковый корпус Восточно-Индийской железной дороги[76]
- Добровольческий корпус Мадрасской железной дороги[77]
- Добровольческий стрелковый корпус Северо-Западной железной дороги[77]
- Добровольческий стрелковый корпус Южно-Индийской железной дороги[72]
- Добровольческий стрелковый корпус Южно-Маратхской железной дороги[77]
- Калькуттский добровольческий стрелковый корпус[73]
  - 1-й батальон
  - Президентский батальон
- Канпурский добровольческий стрелковый корпус[70]
- Кургский и Майсурский добровольческий стрелковый корпус[75]
- Колар-Голд-Филдский добровольческий стрелковый корпус[74]
- Лакхнауский добровольческий стрелковый корпус[71]
- Мадрасский добровольческий гвардейский полк[71]
- Малабарский добровольческий стрелковый корпус[англ.][74]
- Массурийский добровольческий стрелковый корпус[73]
- Моулмейнский добровольческий стрелковый корпус[72]
- Нагпурский добровольческий стрелковый корпус[74]
- Найниталский добровольческий стрелковый корпус[73]
- Нилгирийский добровольческий стрелковый корпус[англ.][74]
- Пенджабский добровольческий стрелковый корпус[78]
- Пунаский добровольческий стрелковый полк[71]
- Рангунский добровольческий стрелковый корпус[72]
- Симлский добровольческий стрелковый полк[74]
- Синдский добровольческий стрелковый корпус[70]
- Хайдарабадский добровольческий стрелковый корпус[74]
- Шиллонгский добровольческий стрелковый корпус[78]
- Южно-андаманский добровольческий стрелковый корпус

## Корпус пограничной охраны и военизированные формирования

### Северо-Западная пограничная провинция и Белуджистан
- Читралский разведывательный корпус[англ.][79]
- Пограничный корпус
- Хайберский стрелковый корпус[англ.][79]
- Куррамский милицейский корпус[англ.][79]
- Северно-Вазиристанский милицейский корпус[79]
- Южно-Вазиристанский милицейский корпус[79]
- Мекранский ополченческий корпус[80]
- Зхобский ополченческий корпус[79]

### Северо-Восточная пограничная провинция и Бирма
- Ассамская военная полиция[англ.]
- Бирманская военная полиция

## Формирования созданные в ходе Первой мировой войны

### Кавалерия
- 40-й индийский кавалерийский полк
- 41-й индийский кавалерийский полк
- 42-й индийский кавалерийский полк
- 43-й индийский кавалерийский полк
- 44-й индийский кавалерийский полк
- 45-й индийский кавалерийский полк
- 46-й индийский кавалерийский полк

### Артиллерия
- 33-я (резервная) батарея горных орудий[47]
- 34-я (резервная) батарея горных орудий[81]
- 35-я (резервная) батарея горных орудий[81]
- 39-я (резервная) батарея горных орудий[82]